# Valles Caldera National Preserve
Pour les articles homonymes, voir Valles.
La Valles Caldera National Preserve est une aire protégée américaine dans les comtés de Rio Arriba et Sandoval, au Nouveau-Mexique. Cette réserve nationale créée le 25 juillet 2000 protège 360 km2 centrés sur la Valles Caldera, la caldeira à laquelle elle doit son nom. Elle est gérée par le National Park Service.